# Svatomartinské víno

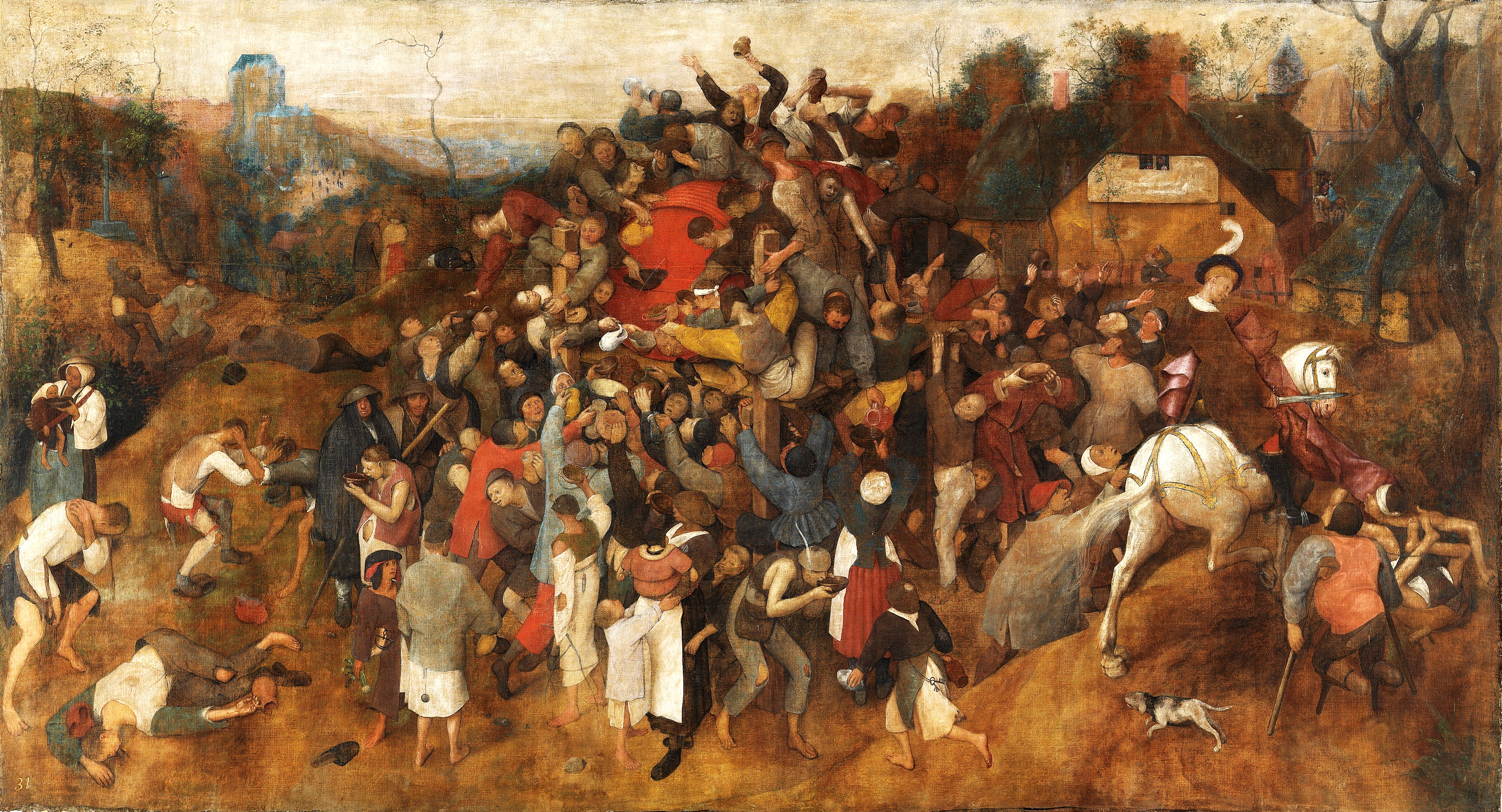
Tempera Víno na svátek svatého Martina od vlámského malíře Pietera Bruegela staršího (kolem 1565–1568)

Svatomartinská vína jsou první vína nového ročníku. Jedná se o vína svěží a ovocitá, která sice zrála pouhých několik týdnů, ale za tuto dobu už stačila získat svůj osobitý charakter. Vinaři doporučují, aby se mladá vína vypila do Velikonoc, do kdy si uchovávají svou příjemnou svěžest.

## Podmínky pro označení Svatomartinské víno
Aby mohlo nést víno značku Svatomartinské, musí být vyrobeno z hroznů odrůd Müller Thurgau, Veltlínské červené rané, od roku 2010 také Muškát moravský (bílá vína), Modrý Portugal a Svatovavřinecké (růžová a červená vína) a od roku 2013 ještě Zweigeltrebe (růžová vína) na území České republiky a projít hodnocením nezávislé komise. Komise naslepo posuzuje standardním stobodovým systémem vlastnosti vína, jakými jsou vzhled (čirost a barva), vůně (intenzita, čistota, harmonie), chuť (intenzita, čistota, harmonie, perzistence) a celkový dojem z vína. Nároky na kvalitu Svatomartinských vín průběžně rostou. Minimální bodové hodnocení pro uvedení vína „Svatomartinské“ na trh je od roku 2019 dosažení 80 ze 100 bodů. Do roku 2018 to bylo 78 bodů a do roku 2012 jen 75 bodů.
Svatomartinská vína jsou suchá vína se zbytkovým cukrem do 9 g/l, u nichž je povolen nepatrný obsah CO2, a liší se pouze maximálním obsahem alkoholu. U bílých a růžových vín a klaretu nesmí povolený obsah alkoholu překročit 12,5 % obj. U červených vín je maximální obsah alkoholu stanoven na 13 % obj. Díky rozmanitosti odrůd, které se na jeho výrobu používají, včetně jejich kupáží, nabízí Svatomartinské víno širokou paletu barev, vůní a chutí. Bílé Svatomartinské víno je svěží, vyrovnané, ovocité víno s příjemnou vůní, má zelenkavě-žlutou až nazlátlou barvu a vyvážený obsah kyselin a cukrů. Svatomartinské růžové a klaret se vyznačují odstíny růžové až cibulové barvy. Jsou to rovněž svěží vína s ovocnými tóny, jemnou tříslovinkou a příjemnou kyselinou. Červené Svatomartinské víno se vyznačuje rubínovou až granátovou barvou a doprovází jej ovocitá či jemná květinová vůně, v chuti je hladce sametové a harmonické.

## Tradice
| Produkce Svatomartinských vín: |           |        |           |
| Rok                            | Lahví     | Vzorky | Vinařství |
| 2005                           | 125 000   | 53     | 31        |
| 2006                           | 350 000   | 92     | 54        |
| 2007                           | 526 000   | 144    | 67        |
| 2008                           | 700 000   | 205    | 86        |
| 2009                           | 1 100 000 | 211    | 97        |
| 2010                           | 1 600 000 | 238    | 100       |
| 2011                           | 1 980 000 | 365    | 125       |
| 2012                           | 2 193 000 | 380    | 122       |
| 2013                           | 2 019 000 | 356    | 116       |
| 2014                           | 1 900 000 | 342    | 107       |
| 2015                           | 2 300 000 | 369    | 113       |
| 2016                           | 2 340 000 | 375    | 111       |
| 2017                           | 2 200 000 | 379    | 105       |
| 2018                           | 2 200 000 | 387    | 110       |
| 2019                           | 2 200 000 | 366    | 97        |
| 2020                           | 1 750 000 | 312    | 74        |
| 2021                           | 2 344 000 | 328    | 80        |
| 2022                           | 2 350 000 | 304    | 74        |
| 2023                           | 2 780 000 | 326    | 76        |

Tradičně se první Svatomartinská vína otevírají 11. listopadu v 11 hodin na mnoha slavnostních akcích po celém Česku. V posledních letech obliba Svatomartinských vín překročila hranice Česka a Svatomartinská vína tak měli možnost ochutnat také občané a návštěvníci Slovenska, ale třeba i vzdáleného Japonska. Také řada restaurací přijala obnovenou tradici Svatomartinského vína za svou a každoročně připravuje Svatomartinská menu. Stejně tak v obchodech a vinotékách se Svatomartinská vína poprvé objevují až 11. listopadu.
První mladé víno vyrobily Vinné sklepy Valtice a pojmenovaly jej „Moravíno nouveau“. Bylo to v době okolo roku 1993. Když Vinařský fond značku Svatomartinské v roce 2005 poprvé uváděl na trh, přihlásilo se 31 vinařství a na trh bylo uvedeno 125 000 lahví Svatomartinského. Každý další rok obliba Svatomartinského rostla, v roce 2018 tak na trh přišlo 2 200 000 lahví Svatomartinských vín od 110 vinařských firem.
Tradice Svatomartinského vína se po staletí vyvíjela zcela svébytným způsobem vycházejícím z koloritu českých zemí, především Moravy. Tady mladé víno získalo svůj název podle pravidelného otvírání a prvního ochutnávání v den sv. Martina, tedy symbolicky 11. 11. Označení Svatomartinské víno ve spojitosti s vítáním nového vína se začalo užívat již na dvoře císaře Josefa II. Začátkem listopadu končila vinařům pracujícím u větších sedláků služba a některá vína bývala už tou dobou ve sklepě „vyčištěna“, a proto bylo zvykem ochutnávat novou úrodu. Toto období připadalo na dobu, kdy byla sklizeň již v bezpečí pod střechou a blížil se klidný advent spojený s předvánočním půstem. Svatomartinské tak bylo vždy spjato s časem bohatého hodování a bujarého veselí. Odtud pochází dnes již tradiční spojení – svatomartinská husa a Svatomartinské víno.
Obdobou Svatomartinských vín jsou v posledních letech prodávána i tzv. Mladá vína. Vyrábí se povětšinou ze stejných povolených odrůd, jako u Svatomartinských vín, avšak Mladá vína mohou být i v kategorii vín polosuchých, polosladkých, zpravidla s nižším obsahem alkoholu.
K popíjení a prodeji Svatomartinského vína se váže několik pravidel. Svatomartinská vína by se neměla otevřít dříve než 11. 11. Víno se nalévá vždy z lahve a nikdy ze sudu. Na etiketě musí být vždy logo Svatomartinského vína, tj. značka se sv. Martinem na bílém koni. Každá láhev musí být opatřena předepsanou záklopkou (která je pro všechny vinaře stejná) s nápisem Svatomartinské a datem ročníku na hrdle láhve.